# Elisabeth Fuentes i Flores
Elisabeth Fuentes Flores (Sant Feliu de Llobregat, Baix Llobregat, 21 de novembre de 1973) és una jugadora de waterpolo catalana, ja retirada.
Formada al CN Sant Feliu, l'any 1991 va fixar pel CE Mediterrani amb el qual va guanyar 9 Campionats de Catalunya, nou Lligues espanyoles i cinc Copes de la Reina. També va participar en competicions europees destacant els dos subcampionats de la LEN Trophy el 2002 i 2003. Internacional amb la selecció espanyola en 125 ocasions, va participar en dos Campionats del Món (1998, 2003) i en cinc Campìonats d'Europa (1993, 1997, 1999, 2001, 2003), destacant el quart lloc aconseguit el 1997. Després del Campionat del Món de Barcelona 2003 i degut a la manca de subvencions econòmiques al waterpolo femení, va retirar-se de la competició. Posteriorment, ha exercit d'entrenadora de waterpolo en categories de formació al CN Molins de Rei. Entre d'altres reconeixements, va rebre la medalla d'argent (1997) i la d'or (1998) de serveis distingits de la Reial Federació Espanyola de Natació, i la medalla del mèrit esportiu de la Federació catalana Natació el 1999.

## Palmarès
- 9 Lliga catalana de waterpolo femenina: 1991-92. 1992-93, 1993-94, 1994-95, 1995-96, 1996-97, 1997-98, 1998-99, 1999-00
- 9 Lliga espanyola de waterpolo femenina: 1991-92, 1992-93, 1993-94, 1994-95, 1995-96, 1996-97, 1997-98, 1998-99, 2002-03
- 5 Copa espanyola de waterpolo femenina: 1996-97, 1997-98, 1998-99, 1999-00, 2002-03